# Prosper Lecourtier
Prosper Lecourtier, né le 12 juillet 1851 à Gremilly (Meuse) et mort le 19 janvier 1925 à Saint-Maurice (Val-de-Marne), est un sculpteur animalier français.

## Biographie
Prosper Lecourtier est l'élève d'Emmanuel Frémiet (1824-1910) et il expose au Salon parisien de 1875 jusqu'à sa mort en 1925. Frémiet semble avoir légué à son élève sa passion pour le monde animalier. Ce dernier excellait dans la production d'animaux dans un style naturaliste. Lecourtier quant à lui exprima son talent à travers des sculptures de dimensions plus modestes. On retrouve dans ses sculptures de scènes de chasse l'influence de son maître, cependant Lecourtier se détache de son modèle par l'intégration du mouvement comme le montrent ses sculptures de chiens de chasse ou de cerfs et de biches. Il possède un réel sens du naturalisme dans le modelé anatomique et les expressions des animaux représentés. Il remporte plusieurs médailles au Salon et lors des expositions universelles.

## Œuvres
Il est notamment l'auteur d'une statue en fonte, Le Cerf, érigée au parc des Promenades de Wassy dans la Haute-Marne. Il est également l'auteur d'une vache grandeur nature (et aussi deux lions), éditée en ciment, commandée par Alcide Bister, industriel, qui la donne en 1903 à sa commune natale de Villotte-devant-Louppy pour orner une fontaine dite Fontaine de la Vache, classée monument historique.
Nemours, Château-Musée :
- Chienne danoise allaitant ses petits, 1893, plâtre, 56 x 116 x 82 cm. Dépôt de l'État en 1907. D.1907.112.1.

Œuvres de Prosper Lecourtier
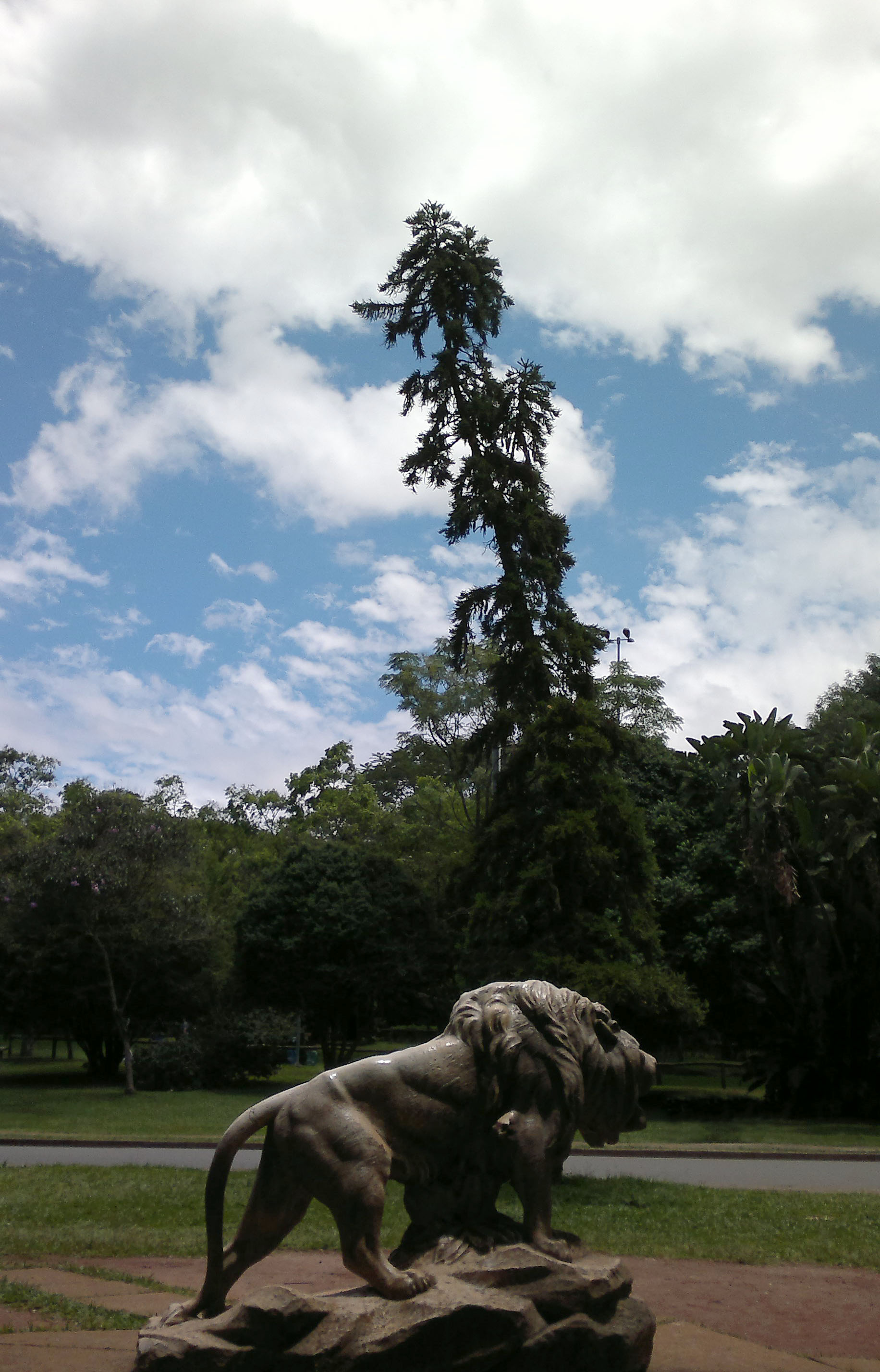
Lion, Ibirapuera, (Brésil), place du Lion.
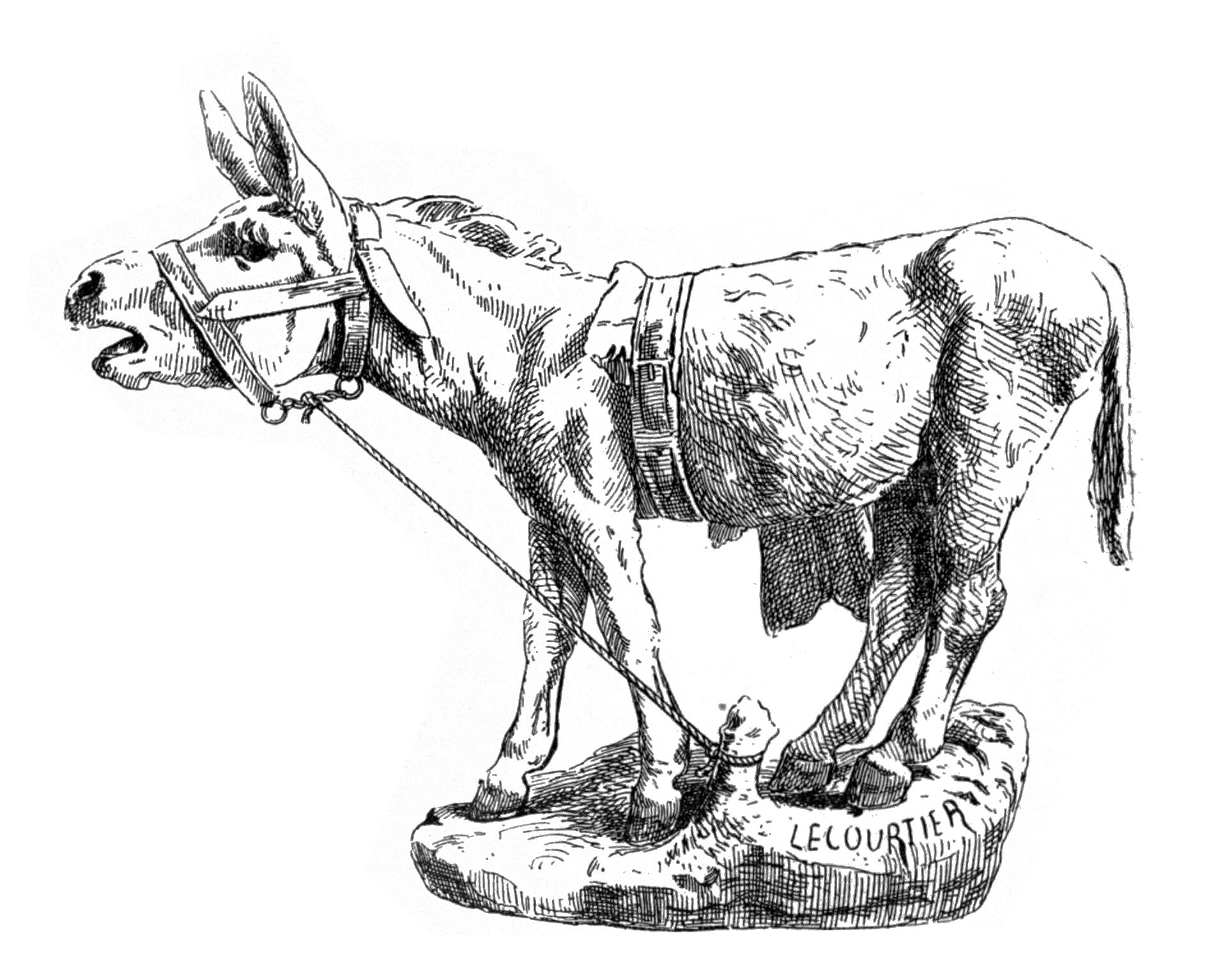
L'Oublié (Salon de 1904).
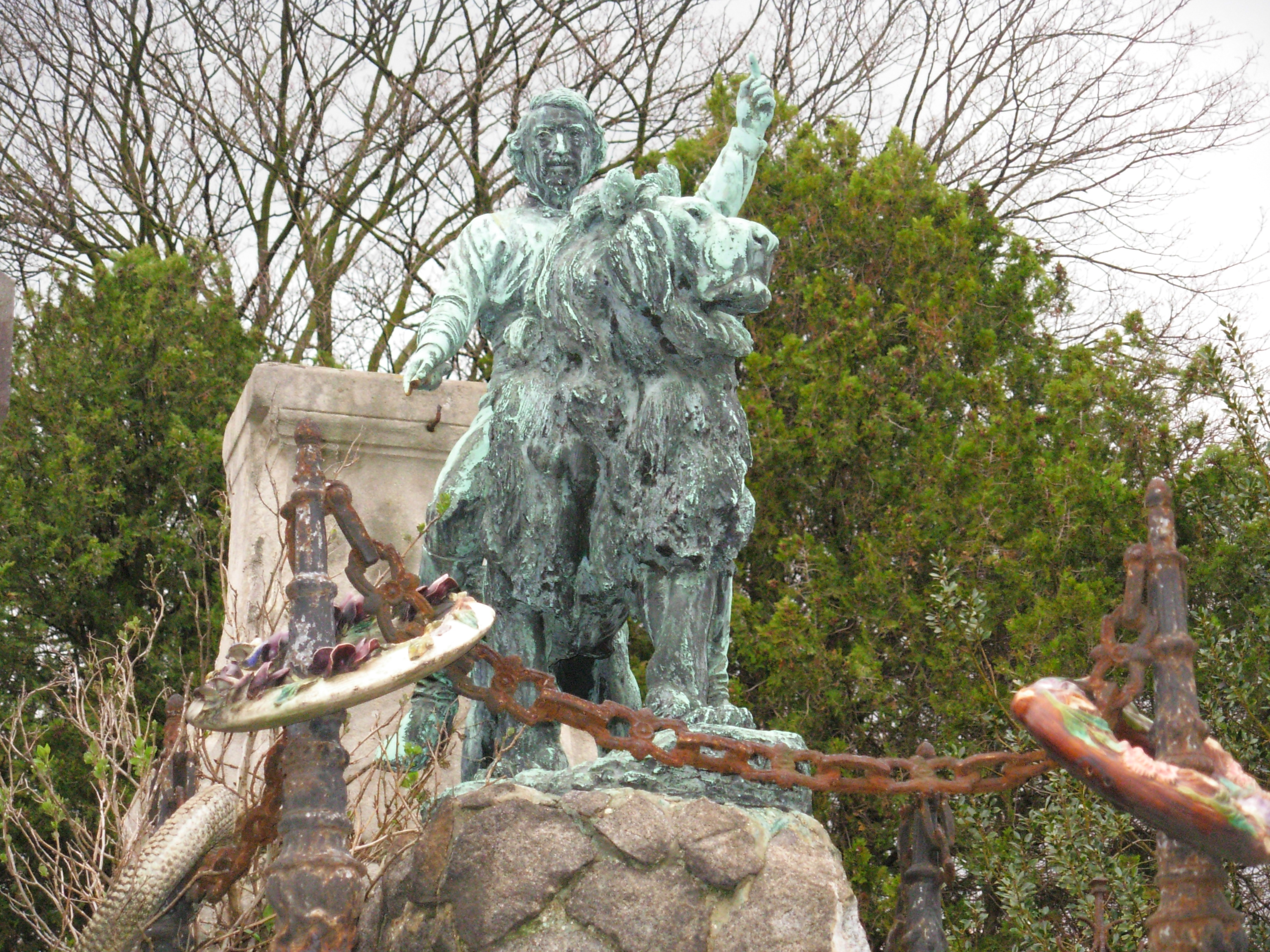
Jean-Baptiste Pezon chevauchant un lion, Paris, cimetière du Père-Lachaise.
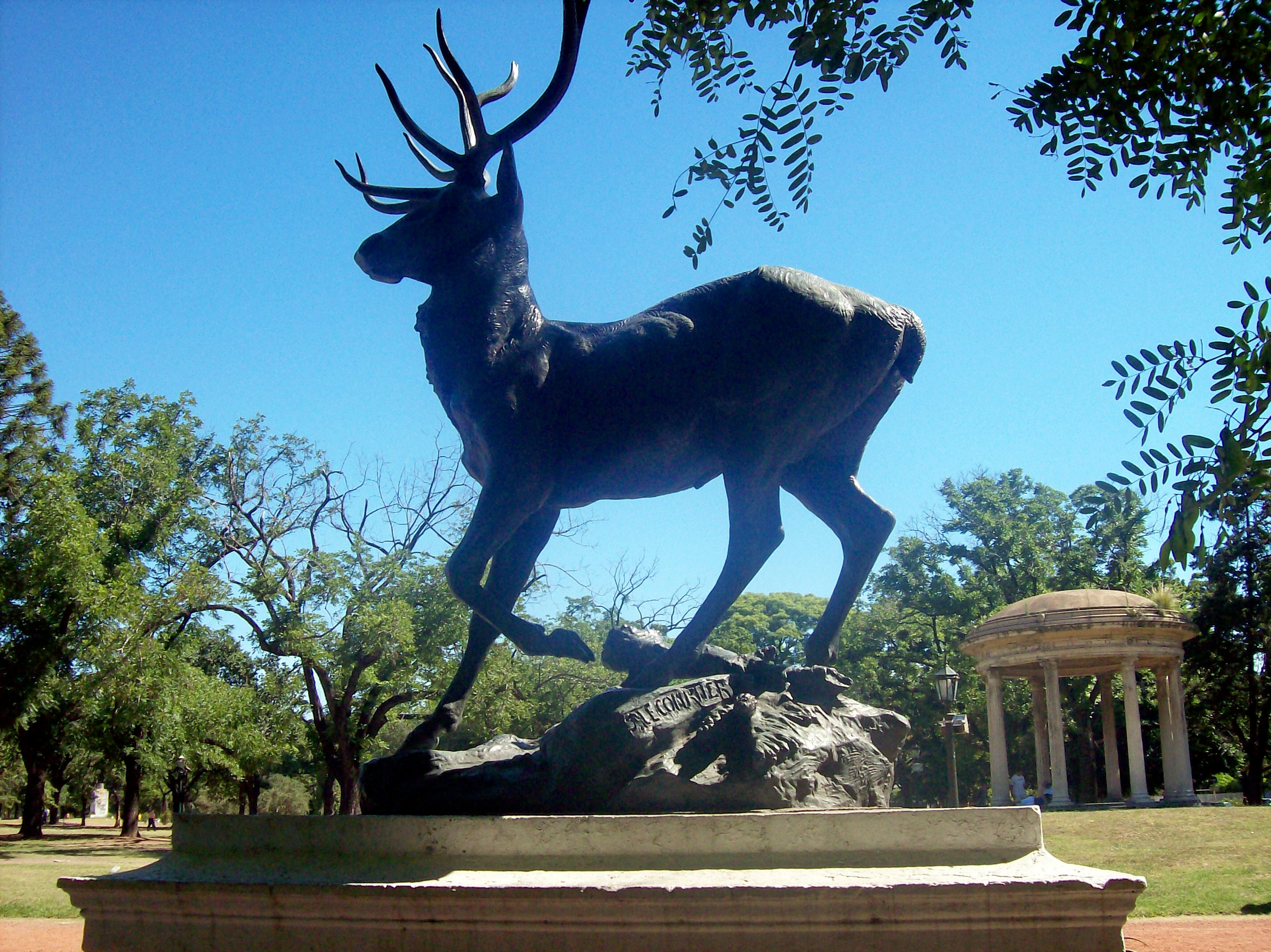
Le Cerf, Buenos Aires, Bosques de Palermo.
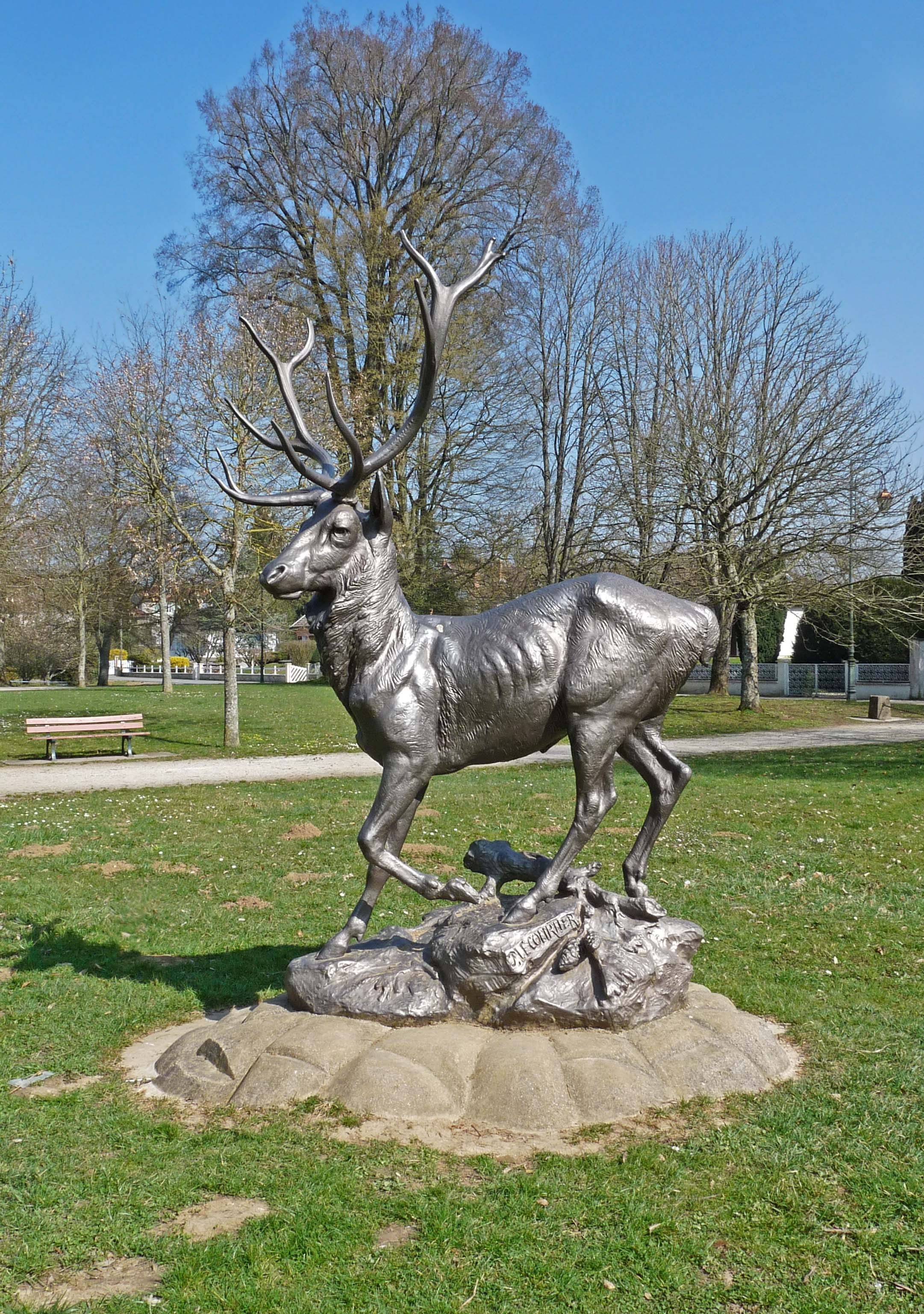
Le Cerf, Wassy, parc des Grandes-Promenades.

## Élèves
- Maximilien Fiot (1886-1953)[4].